# زبان گرهوالی
زبان گارهوالی (गढ़वळि भाख/भासा) یکی از زبان‌های پاهاری شاخه‌ای از زبان‌های هندوآریایی است. عمدهٔ گویشوران این زبان گارهوال‌هایی هستند که در اوتاراکند هند می‌زیستند. گرهوالی گویش‌های متعددی دارد. برای نگارش این زبان از خط دیواناگری بهره‌می‌برند. گرهوالی یکی از ۳۲۵ زبان شناخته‌شدهٔ هندوستان است. گارهوالی از سوی یونسکو زبانی در خطر انقراض تشخیص داده شده‌است. تقریباً همهٔ گویشوران این زبان توانایی سخن گفتن به زبان هندی را هم دارند. 